# Dukuh Sutorejo
Dukuh Sutorejo is een bestuurslaag in het regentschap Soerabaja van de provincie Oost-Java, Indonesië. Dukuh Sutorejo telt 17.875 inwoners (volkstelling 2010).